# Viajes por el Scriptorium
Viajes por el Scriptorium es una novela del escritor estadounidense Paul Auster publicada en 2006. En ella el autor retoma el tema de la confusión entre realidad y ficción, la soledad, la incertidumbre metafísica y el absurdo.
La novela narra la historia de un viejo, Mr. Blank (la traducción al castellano de "Blank" sería "En blanco" o "Perdido") encerrado en un cuarto, sin saber cuándo, cómo o por qué terminó ahí. En una suerte de juego metaliterario, Auster imbrica en la historia personajes de sus otras novelas; algunos, agobiados por las penurias vividas durante el transcurso de su existencia, deciden condenar a su «creador» a vivir encerrado en un mundo apócrifo, otros, como muestra de gratitud, cuidan de él. Este creador es el viejo encerrado en el cuarto, al que podemos identificar como una versión ficticia de Auster.